# HD 97048
HD 97048 или CU Хамелеона (лат. CU Chamaeleontis) — звезда в созвездии Хамелеона. Находится на расстоянии около 515 световых лет от Солнца. Это молодая переменная звезда с крупным пылевым диском.

## Характеристики
HD 97048 относится к классу звёзд Хербига (Ae/Be), молодым, ещё не вышедшим на главную последовательность звёздам. Её возраст составляет около 3 миллионов лет, а масса равна 2,5 массам Солнца. Звезда окружена исключительно ярким пылевым диском, радиус центральной полости которого равен 40—46 а.е.

## Планетная система
С помощью радиотелескопа ALMA в пылевом диске в 130 а.е. от материнской звезды обнаружена молодая экзопланета HD 97048 b массой 2—3 массы Юпитера.